# Чемпион (фильм, 1979)
«Чемпион» (англ. The Champ) — американский художественный фильм режиссёра Франко Дзеффирелли.

## Сюжет
Билли Флинн, экс-чемпион по боксу, сейчас занимается лошадьми. Это приносит ему достаточно средств, чтобы воспитывать сына, которого ему оставила жена 7 лет назад. Мальчик уважает чемпиона, который сейчас трудится, чтобы дать ему хотя бы какое-то будущее, но вдруг бывшая жена возвращается…

## Название
Русский перевод «Чемпион» не передаёт всех нюансов оригинального названия: хотя английское слово  Champ  может восприниматься как сокращение от Champion, означает также «грызущий удила», «рвущийся в бой». Некоторые переводчики фильма оставляют название — как прозвище — без перевода: «Чэмп».

## В ролях
- Джон Войт — Билли (Чэмп) Флинн
- Фэй Данауэй — Энни
- Строзер Мартин — Райли
- Джоан Блонделл — Долли Кеньон
- Рики Шродер — Тимоти Джозеф (Ти Джей) Флинн

## Факты
Американский хоккеист Ти Джей Оши получил своё прозвище в честь героя фильма «Чемпион»  Ти Джея Флинна.